# 布拉森弗盧山
46°55′56″N 7°41′45″E / 46.93222°N 7.69583°E
布拉森弗盧山（Blaseflue），是瑞士的山峰，位於該國中西部，由伯恩州負責管轄，屬於伯爾尼山的一部分，海拔高度1,118米，每年平均降雨量1,703毫米。